# بيامة (مقاطعة دالاهو)
بيامة (بالفارسية: بیامه) هي قرية تقع في قسم بيونيج الريفي (مقاطعة دالاهو) في إيران. يقدر عدد سكانها بـ 25 نسمة بحسب إحصاء 2016.